# La Duchesse de Varsovie
Pour plus de détails, voir Fiche technique et Distribution.
La Duchesse de Varsovie est une comédie dramatique française réalisée par Joseph Morder, sortie en 2015.

## Fiche technique
- Titre : La Duchesse de Varsovie
- Réalisation : Joseph Morder
- Scénario : Mariette Désert, Harold Manning, Joseph Morder et Cécile Vargaftig
- Musique : Jacques Davidovici
- Photographie : Benjamin Chartier
- Montage : Isabelle Rathery
- Producteur : Céline Maugis
- Production : La Vie est Belle Films Associés
- Distribution : Epicentre Films et Caravan Pass
- Pays d’origine :  France
- Genre : comédie dramatique
- Durée : 86 minutes
- Dates de sortie :
  -  France : 25 février 2015

## Distribution
- Alexandra Stewart : Nina
- Andy Gillet : Valentin
- Rosette : Alexandra, actrice du film muet
- Françoise Michaud : Elizabeth, actrice du film muet
- Wojtek Kulpinski : le chauffeur de taxi
- Kamel Benac : René
- Muriel Reuter : l'accusatrice
- Mickaël Médard : l'homme de la boîte de nuit
- Joseph Morder : Serge
- Robi Morder : Gaston